# Covedo
Còvedo (in sloveno Kubed) è un insediamento di 179 abitanti del comune sloveno di Capodistria, situato nell'entroterra dell'Istria settentrionale.
La località è situata a 20,7 km ad est dal capoluogo comunale ed a 11,8 km dal confine italiano, su una rupe calcarea che domina la sponda sinistra dell'alta valle del fiume Risano. Essa comprende inoltre l'agglomerato di Sant'Ermacora (Mohoreče).

## Storia
Già abitata da popolazione celtiche col nome di Hubed, la zona fu nota in epoca romana come Castrum Cubitum; già allora vi passava la strada che collegava, attraverso Risano, Capodistria con Pinguente e che proprio presso Còvedo svolta a sud con una curva a gomito.

Dopo la caduta dell'Impero romano d'Occidente, e la parentesi del Regno ostrogoto fino al 539, in Istria si insediarono i bizantini che in seguito subirono la penetrazione temporanea nella penisola dei Longobardi. Dopo una parentesi di dominazione longobarda dal 751 ad opera del loro re Astolfo, l'Istria tornò in mano bizantine dal 774.

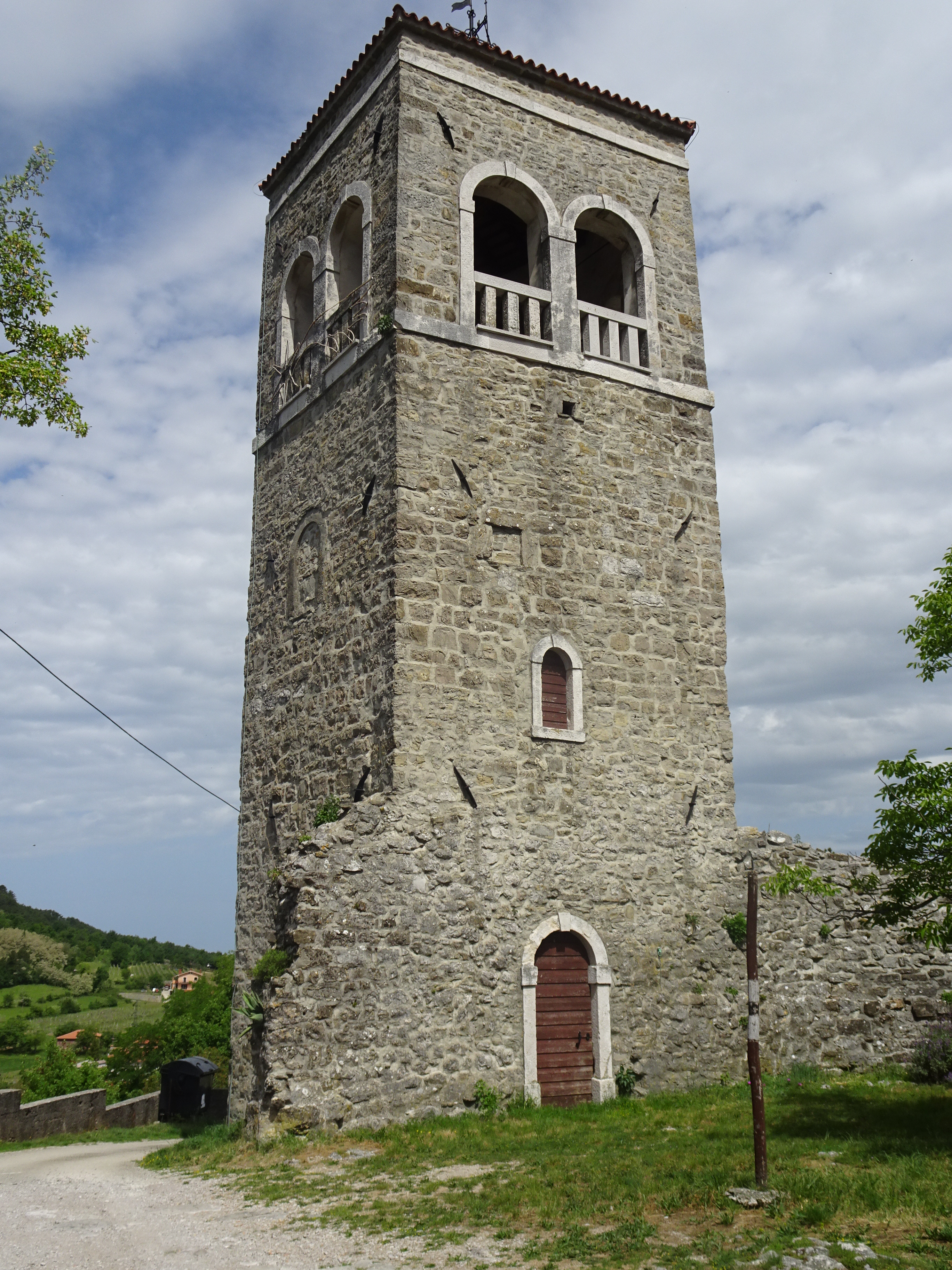
Torre di Covedo, trasformata nel campanile nel 1833

Nel 788 Carlo Magno, re dei Franchi, occupò l'Istria inglobandola nel Regnum Italiae; nell'803 venne istituita la Marchia Austriae et Italiae che comprendeva il Friuli, la Carinzia, la Carniola e l'Istria. Nell'828 l'imperatore Ludovico divise la Marca Orientale in quattro contee: Verona, Friuli, Carniola e Istria (comprendente il Carso e parte della Carniola interna); in seguito al Trattato di Verdun, nell'843, le contee di Istria e Friuli (conglobate nella “Marca d'Aquileia”) entrarono a far parte del Regnum Italicum poi assegnate al marchese Eberardo a cui successero prima il figlio Urnico e poi l'altro figlio Berengario. Divenuto re d'Italia, Berengario passò al suo vassallo Vilfredo il marchesato aquileiese.
Nel 952 l'imperatore Ottone I obbligò il re d'Italia Berengario II a rinunciare alle contee “Friuli et Istria”, unendole al Impero romano-germanico e subordinandole al ducato di Baviera tenuto dal suo fratellastro Enrico I a cui succedette il figlio Enrico II. Nel 976 l'Istria passò al Ducato di Carinzia appena costituito dall'imperatore Ottone II.
La prima menzione storica del villaggio risale al 1067, allorché Còvedo, allora appartenente al demanio imperiale, fu concesso al vescovo di Ellenardo di Frisinga da parte di Enrico IV, proprio quando il magravio d'Istria era Ulrico I.
Nel 1077 l'imperatore Enrico IV costituì il Principato ecclesiastico di Aquileia che ebbe influenza, mediante apposito diploma emesso lo stesso anno, anche sulla marca di Carniola e sulla contea dell'Istria.

Già bene allodiale del conte Ulrico II Weimar, nel 1102 passò per donazione dello stesso conte sotto la chiesa aquileiese nel periodo in cui era patriarca Ulrico I de' Eppenstein; fu proprio in tale occasione che il feudo venne chiamato Codiba.

Proprio grazie al fatto che era posizionata su una poderosa rupe inaccessibile agli uomini armati, il villaggio rimase un sito sicuro per tutto il medioevo.
La presenza di coloni slavi risale al 1195, quando alcune famiglie si insediarono nel territorio.
Nel 1209 il patriarca Volchero accampò dei diritti sulla regione istriana per l'infeudazione avvenuta nel 1077 e il duca Lodovico di Baviera (il quale fu nominato nel 1208 marchese d'Istria da Ottone IV) rinunciò al marchesato.
Dopo la pace di Treviso (1291, che affidava la fascia costiera occidentale istriana alla crescente potenza della Serenissima), Còvedo venne affidata, assieme all'alta valle Risano, al comune di Trieste, al tempo nemico del patriarca. 
Dopo la Pace di Torino del 1381, suggellata dopo la fine della guerra tra i Genovesi e i Veneziani, il comune di Trieste, e così i suoi domini tra cui Còvedo, entrarono nei domini del Patriarcato di Aquileia.
Il 1420 segnò la fine del potere temporale dei patriarchi e Còvedo (ma non Trieste, che già nel 1382 offrì la sua dedizione all'Austria) passò sotto il dominio Serenissima; i Veneziani costruirono sullo sperone roccioso del paese una vedetta di rara forma pentagonale e con un muro alto 5 metri a strapiombo sulla forra sottostante che doveva fermare le incursioni turche nel Medioevo. Durante le invasioni turche nella zona a nord della rocca fu costruito anche un castello, del quale si conservano le mura con le torri.
Fu considerata località d'importanza strategica durante l'amministrazione veneziana, come caposaldo contro le continue guerre con gli attigui territori asburgici. Divenne centro operativo al comando del provveditore Andrea Civran, con fanteria e uno squadrone di cavalleria. Il custode della rocca era chiamato “connestabile”.
Già nel 1505 risultava proprietà della famiglia Bratti, in seguito nel XVII secolo fu feudo dei vescovi di Capodistria che lo concessero alla famiglia Vergerio di Capodistria..
Nel 1615, durante la Guerra di Gradisca, subì gli attacchi delle orde uscocche e vennero così ulteriormente ampliate le sue strutture difensive.
Dai primi anni del XVII secolo, con la cessazione delle incursioni uscocche, la sua importanza decadde e la rocca, non più soggetta a manutenzione, andò in rovina.
Caduta la Serenissima, con la Pace di Presburgo seguì il destino degli ex possedimenti veneziani entrando per un breve periodo nel Regno d'Italia napoleonico.
Col Trattato di Schönbrunn del 1809 entrò a far parte delle Province Illiriche per entrare poi per la prima volta in mano austriaca col Congresso di Vienna nel 1815 nel Regno d'Illiria; passò in seguito sotto il profilo amministrativo al Litorale austriaco nel 1849 come frazione del comune di Decani.
Dopo la prima guerra mondiale rimase frazione del medesimo comune, ora detto Villa Decani, nella Provincia dell'Istria.
Fu soggetta alla Zona d'operazioni del Litorale adriatico (OZAK) tra il settembre 1943 e il maggio 1945. Fin dal giugno 1945, trovandosi a sud-est della Linea Morgan, entrò nella zona ad amministrazione jugoslava e a seguito del Trattato di Parigi nel 1947 definitivamente a far parte della RS Slovenia nella federazione jugoslava, ma confinante ad est con la zona B del Territorio Libero di Trieste; dal 1991 fa parte della Slovenia indipendente.

## Corsi d'acqua
Fiume Risano (Rižana)

## Alture principali
M.te Varda (Kubejska Varda), mt 391; Mt. Grisa (Griža), mt 262; Kominščica, mt 286; Mt. Crasca (Krasca), mt 262